# Patrick Michaels
Patrick J. Michaels, född 15 februari 1950, död 15 juli 2022, var en amerikansk jordbruksklimatolog. Michaels arbetade vid den libertarianska tankesmedjan Cato Institute fram till 2019. Han var professor i miljövetenskap vid University of Virginia fram till 2007.
Från och med 1991 samarbetade Michaels med Fred Singer för att attackera vetenskaplig konsensus om ozonhålet. 
Michaels skrev ett antal böcker och tidningar som förnekar eller minimerar den globala uppvärmningen. Han beskrev politik utformad för att minska utsläppen av växthusgaser som "obamunism".
I en intervju på CNN år 2010 hävdade Michaels att 40 procent av hans finansiering kom från oljeindustrin. 2005 rapporterade Seattle Times att Michaels hade fått mer än 165 000 dollar i finansiering från olje- och kolindustrin, för att publicera sin egen tidning om klimatet.